# Leto (Film)
Leto (russisch Лето ‚Sommer‘) ist ein russischer Film von Kirill Serebrennikow über den sowjetischen Rockmusiker Wiktor Zoi und seine Band Kino. Leto feierte seine Premiere am 9. Mai 2018 im Rahmen des internationalen Wettbewerbs der Internationalen Filmfestspiele von Cannes und kam am 8. November 2018 in die deutschen Kinos.

## Handlung

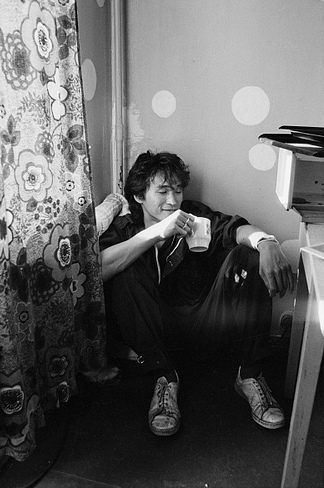
Wiktor Zoi, 1986

Der Film spielt Anfang der 1980er Jahre in Leningrad. Er handelt von der Beziehung zwischen dem 19-jährigen Wiktor Zoi, dem 26-jährigen Mike Naumenko und seiner Frau Natascha. Angetrieben von der Musik von David Bowie, Lou Reed, Iggy Pop, T. Rex, Talking Heads und Blondie ebneten sie der Rockmusik in Russland den Weg. Für die Handlung diente lose die Biografie des sowjetischen Rockpioniers Wiktor Zoi als Inspiration.

## Hintergrund
| Figur             | Darsteller          | Deutscher Sprecher |
| ----------------- | ------------------- | ------------------ |
| Wiktor Zoi        | Yoo Teo             | Konrad Bösherz     |
| Mike Naumenko     | Roma Bilyk          | Florian Hoffmann   |
| Natascha Naumenko | Irina Starschenbaum | Nadine Zaddam      |

Der russische Regisseur Kirill Serebrennikow wurde am 22. August 2017 in St. Petersburg während der Dreharbeiten zu Leto festgenommen, so dass er den Film im Hausarrest fertigstellen musste. Ihm wurde vorgeworfen, zwischen 2011 und 2014 rund 68 Millionen Rubel unterschlagen zu haben. Die Verhaftung löste weltweit Empörung aus. Der Petition Freiheit für Kirill Serebrennikov schlossen sich über 54.000 Unterstützer an, unter anderem Cate Blanchett, Lars Eidinger, Volker Schlöndorff und Maren Ade. Vor der Eröffnung der 71. Internationalen Filmfestspiele von Cannes wandte sich Festivalleiter Thierry Frémaux an den französischen Außenminister Jean-Yves Le Drian, der sich in einem Brief an Wladimir Putin für den Auftritt Serebrennikows in Cannes einsetzte, jedoch ohne Erfolg. Der Prozessauftakt fand am 17. Oktober 2018 statt, die erste öffentliche Anhörung sollte am 25. Oktober 2018 stattfinden.
Der in Köln geborene koreanische Schauspieler Teo Yoo spielte die Hauptrolle, obwohl er kein Russisch spricht und zuvor noch nie in Russland war. Für die deutsche Synchronisation war die Firma Eurosync GmbH in Berlin zuständig unter Dialogbuch und -regie von Christian Gundlach.

## Rezeption
Leto erhielt ein gutes Presseecho, was sich auch in den Auswertungen US-amerikanischer Aggregatoren widerspiegelt. So erfasst Rotten Tomatoes überwiegend positive Besprechungen und ordnet den Film dementsprechend als „Zertifiziert Frisch“ ein. Laut Metacritic fallen die Bewertungen im Mittel „Grundsätzlich Wohlwollend“ aus.

„Die Bilderwelten, die Serebrennikow dabei schafft, voller Schnitte, Gegenschnitte und sogar Animationen ergeben keinen Sinn im Film, wohl aber im Pop und der aus ihm heraus entwickelten Ästhetik des Musikvideos. Stärker kann man die buchstäbliche Schaffenskraft von Pop kaum zum Ausdruck bringen, weshalb Leto trotz seines sehr spezifischen Settings und Figurenensembles auch ein allgemeingültiger Film über Pop ist.“

Auch wenn für Andreas Busche vom Tagesspiegel der Film zu unpolitisch ist, lobt er doch seine Leichtigkeit, „in der eine unterschwellige Sentimentalität genauso mitschwingt wie die ungestüme Energie des Punk“.
Daniel Kothenschulte von der Berliner Zeitung findet, dass die Qualität von Leto unter Serebrennikows Hausarrest gelitten hat und der Film „sympathisch, aber nicht wirklich rundum gelungen wirkt“.
Maja Ellmenreich vom Deutschlandfunk sieht in Leto einen großartigen Film, der „in bestechenden Schwarz-Weiß-Bildern von der Aufbruchsstimmung einer ganzen Generation erzählt, die vor Zorn und Leidenschaft zu platzen scheint und – noch namenlos – Gorbatschows Perestroika-Politik herbeisehnt“.
Andrei Ponkratow erhielt den Europäischer Filmpreis 2018 in der Kategorie Bestes Szenenbild.